# Thuwunnastadion
Het Thuwunnastadion is een stadion in Yangon, Myanmar. Het stadion kan voor meerdere doeleinden worden gebruikt. Bijvoorbeeld voor voetbalwedstrijden van het nationale team van Myanmar. Om het grasveld heen zit ook een atletiekbaan. In het stadion is plek voor 32.000 toeschouwers.

## Belangrijke toernooien
In dit stadion werden, in 2012, alle wedstrijden uit poule G van de kwalificatie voor het Aziatisch kampioenschap voetbal onder 22 van 2014 gespeeld.
Van 11 december 2013 tot 22 december 2013 werden in dit stadion de voetbalwedstrijden op de Zuidoost-Aziatische Spelen van 2013 gespeeld.
Het kwalificatietoernooi voor het Zuidoost-Aziatisch kampioenschap voetbal 2012 werd eveneens in dit stadion gehouden. Myanmar en Laos wisten zich toen te kwalificeren voor het hoofdtoernooi.

## Afbeeldingen

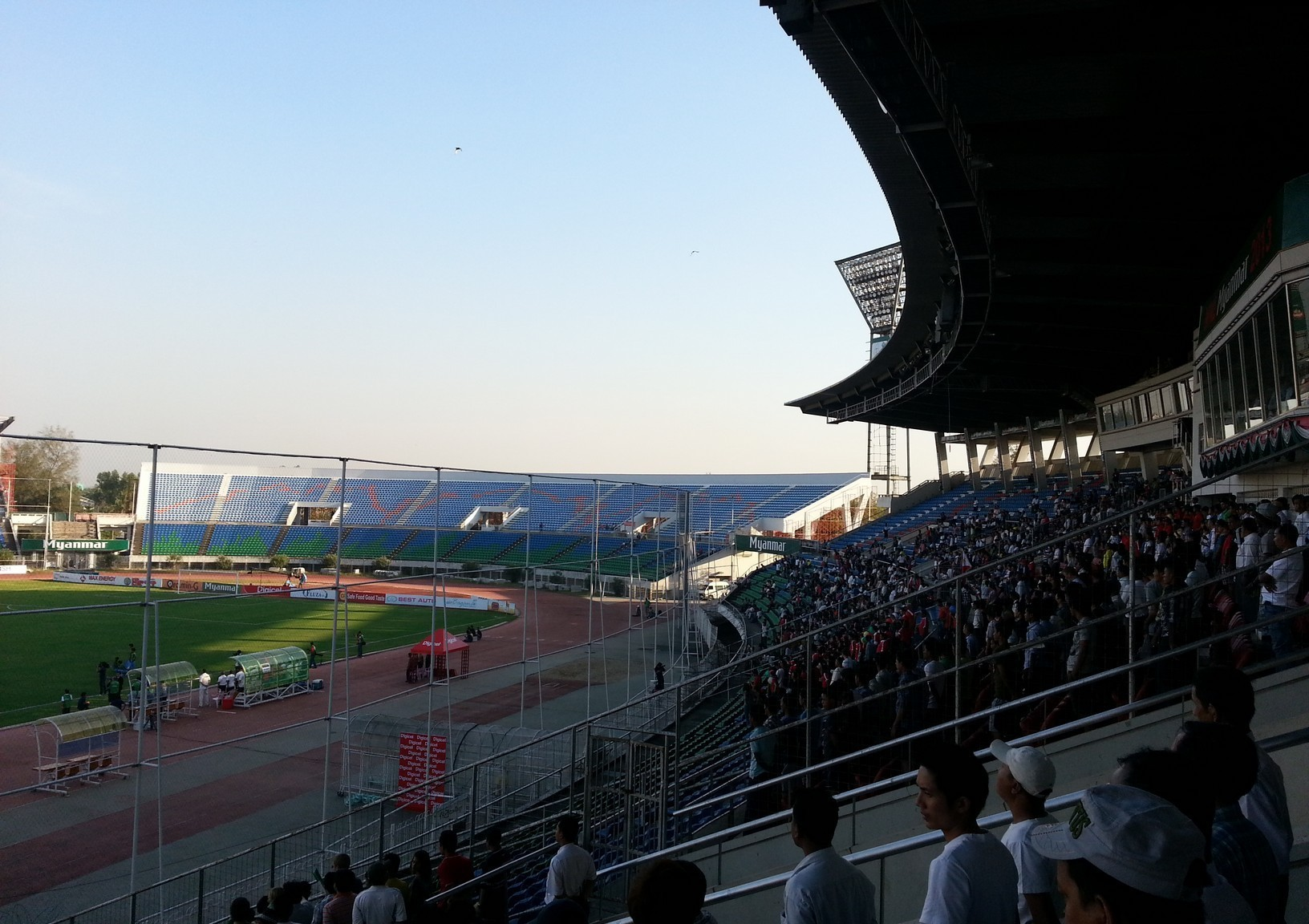
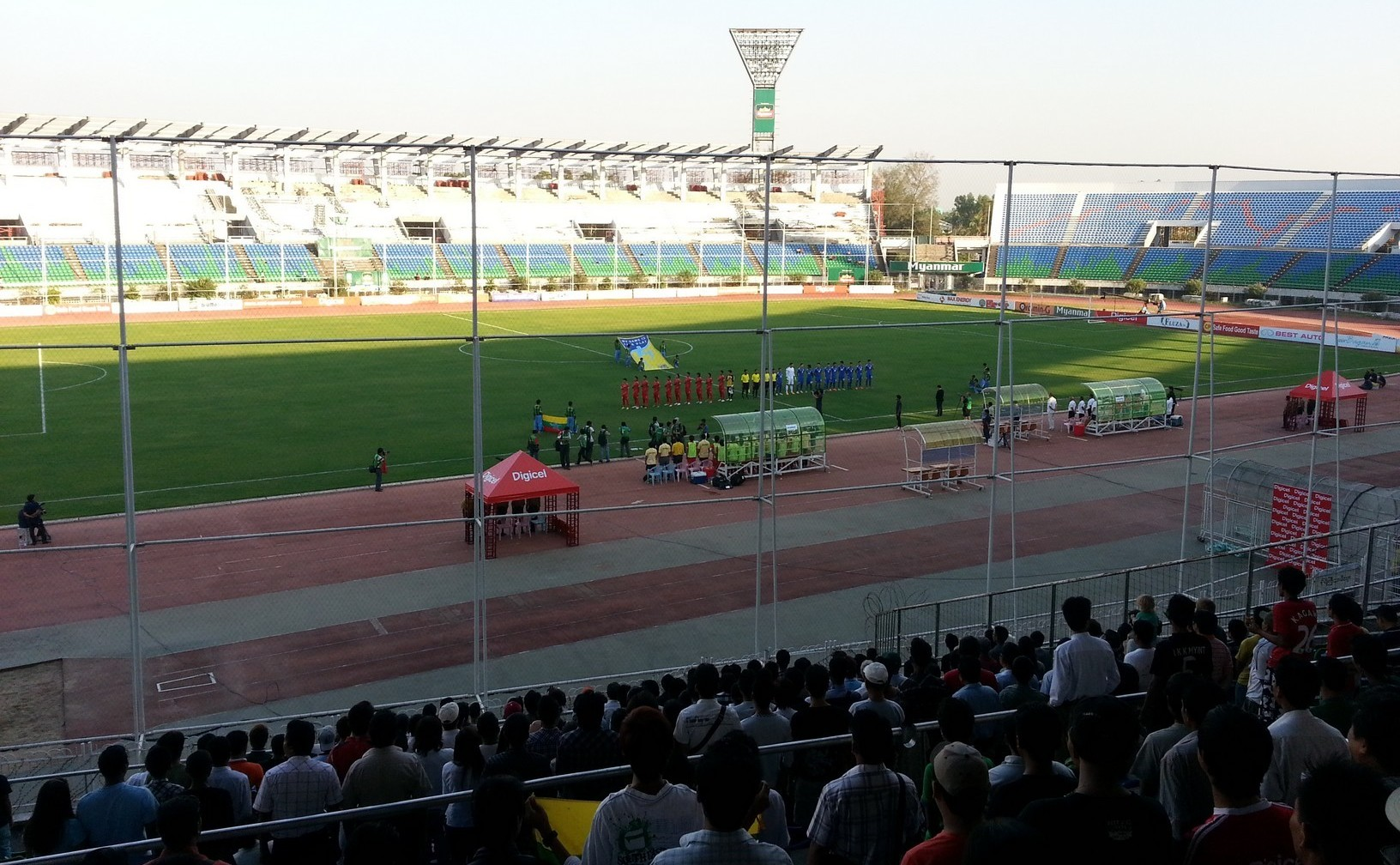
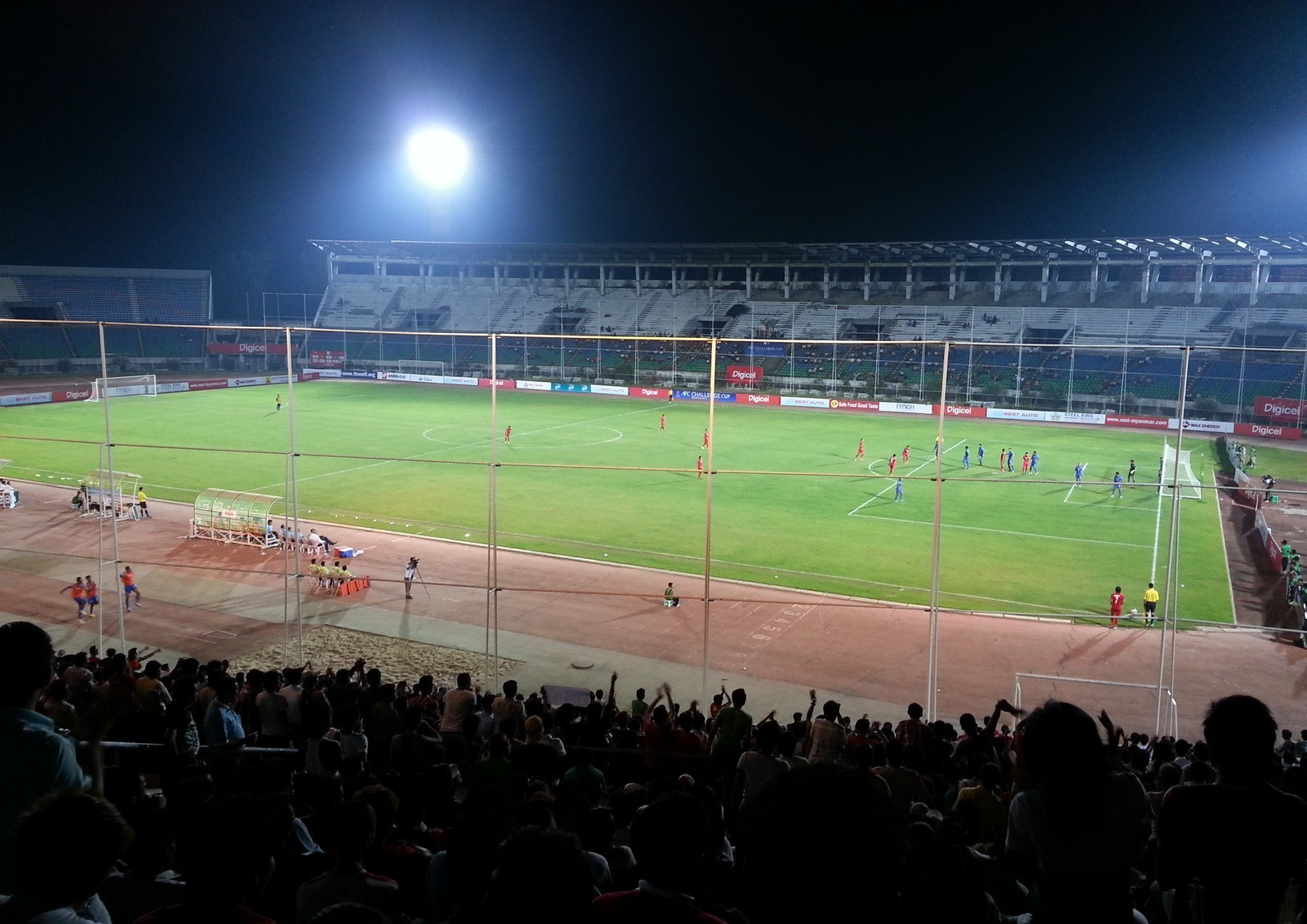